# 김교 적개공신 교서
김교 적개공신 교서(金嶠 敵愾功臣 敎書)는 대한민국 경상남도 함양군 함양읍에 있는, 조선 전기의 무신인 김교(1428년 ∼ 1480년)가 세조 13년(1467년)에 받은 교서이다.
1997년 1월 30일 경상남도의 유형문화재 제313호 김교적개공신 교서로 지정되었다가, 2018년 12월 20일 현재의 명칭으로 변경되었다.

## 개요
조선 전기의 무신인 김교(1428∼1480)가 세조 13년(1467)에 이시애의 난이 일어나자 강순의 비장으로 출전하여 공을 세우고 적개공신 1등에 책봉되어 받은 교서이다.
김교는 세종 32년(1450)에 무과에 급제하여 세조 6년(1460)에 신숙주의 군관으로 모련위 토벌에 공을 세우고, 세조 13년(1467) 이시애의 난을 평정하고 적개공신에 책봉되었다. 그 후 함경북도 병마절도사를 거쳐 성종 2년(1471)에 어린 성종을 옹립하는데 공이 있어 경상좌도 병마절도사를 거쳐 평안도 절도사가 되었다. 성종 10년(1479)에는 명나라 요청으로 건주야인을 토벌시 출전한 공으로 명나라 황제로부터 은대를 하사받고 평안도 관찰사를 지냈다.
이 교서는 가로 76cm, 세로 28cm 크기의 명주에 쓴 것으로, 제작연대는 세조 14년(1468)이다.

## 참고 자료
- 김교 적개공신 교서 - 국가유산청 국가유산포털